# 蘋果螺總科
蘋果螺總科（學名：Ampullarioidea），又名福壽螺總科或瓶螺总科，是分類學上的一個腹足綱軟體動物的總科，所有現生種都是淡水螺，屬於新進腹足類主扭舌非正式群組。

## 科
- 蘋果螺科 Ampullariidae Gray, 1824
- † Naricopsinidae Gründel, 2001

以下分類為同種異名：
- 瓶螺科 Pilidae Preston, 1915：即蘋果螺科（Ampullariidae Gray, 1824）

此外，田螺科在1997年的分類中也是本總科的成員。